# Robert Bell (Brooklyn College)
Pour les articles homonymes, voir Robert Bell et Bell.
Robert Bell (né à Chicago en 1942) est professeur en management et président du Département des sciences financières du Brooklyn College de la City University of New York.

## Biographie
Robert Bell est né en 1942 à Chicago. 
Après un doctorat en cybernétique à l'Université Brunel, dans l’Ouest de Londres (1972), il retourne aux États-Unis, à New York, où il publie plusieurs ouvrages sur la théorie des jeux, des systèmes et des relations sociales. 
Après un poste de professeur assistant en management à l'Université Fordham (New York), il intègre en 1986 le Brooklyn College (City University of New York) en tant que professeur associé. Nommé professeur de management en 1991, il est également depuis 2003 président du département des sciences économiques. En 2010, les différents départements ont été séparés et il est devenu président du département de la finance.
Robert Bell oriente son expertise sur les liens qui unissent la recherche scientifique, les projets technologiques de grande envergure et le mode de décision politique et économique (gouvernances). 
En 1992, il publie Impure science, un essai dans lequel il explique comment la recherche du profit, de la reconnaissance et du compromis ont corrompu la recherche scientifique aux États-Unis. « Les scientifiques ne peuvent pas mener leurs travaux sans argent. Aussi, dans la pratique, le fait d’obtenir de l’argent devient une caractéristique pour être reconnu dans la communauté scientifique. » (Impure Science, Introduction, p.xii) 
Dans cette même approche qui analyse les conflits d'intérêts, Robert Bell s’intéresse six ans plus tard aux grands projets européens comme le lanceur Ariane 5, le réacteur nucléaire français Superphénix ou le tunnel sous la Manche. La parution en 1998 au Seuil des Péchés capitaux de la haute technologie dans lequel il donne la parole aux pompiers britanniques qui redoutent une catastrophe sous la Manche lui vaut un procès qu’il gagne contre la société Eurotunnel (Jugement du TGI de Boulogne-sur-Mer du 12 août 1998). Le juge avait demandé des dommages pour Robert Bell et son éditeur. Eurotunnel n’ayant pas fait appel, ce jugement a fait jurisprudence en France dans le droit de critiquer des entreprises d’utilité publique sur des questions de sécurité. Le livre est structuré en sept chapitres : l'abolition des contrôles, construire avant de concevoir, la mainmise des fournisseurs, le non-partage des risques, la technologie politicienne, la fraude et la compromission, et enfin le secret.
Depuis les années 2000, il étudie ce qu’il nomme « la bulle verte », c’est-à-dire les spéculations sur les énergies renouvelables qui devraient assurer la transition énergétique après ou avant l’épuisement des énergies fossiles comme le pétrole. 
En français, l’expression « bulle verte » traduite de son livre The green bubble (2008) est entrée dans le langage courant pour décrire l’investissement massif et rapide des technologies écologiques.
Selon Antoine Reverchon (Le Monde Economie, 23 janvier 2007) « Il s’agit (peut-être) de la première tentative de raconter le scénario de ce que sera «  l'après-pétrole » en mêlant des considérations relatives à l’énergie ou à la géopolitique (ce qui a déjà été fait maintes fois) avec celles, plus rares, touchant au fonctionnement des entreprises de marchés, aux mœurs de la société américaine et aux mouvements idéologiques qui la traversent. »
Pour Robert Bell, le changement climatique va bouleverser l'économie. Il considère que nous allons entrer dans une période d'investissements et de spéculation intenses autour des énergies vertes. Une croissance qui n'est pas sans fondements, car ces technologies vertes comme les éoliennes sont celles qui nous affranchirons de la dépendance au pétrole.
Sur le thème de cette révolution économique, technologique et énergétique, Robert Bell donne de nombreuses conférences en Europe, particulièrement en France. En 2009, il est notamment intervenu au MIPIM 2009 et aux Universités d'été du MEDEF 2009. Il collabore également à la revue en ligne ParisTechReview consacrée à l’impact de ces nouvelles technologies sur les entreprises, l’économie, la société et les individus.
En 2013, dans le cadre de la transition énergétique il soutient, avec l'eurodéputée Corinne Lepage, le projet d'un fonds de développement dit « fonds de régénération intergénérationnel », qui pourrait jouer un rôle de tiers investisseur et serait alimenté par les économies permises par l'efficience énergétique et en particulier par le stockage de l'électricité sous forme de gaz issu de la méthanation.

## Œuvres
- (en) Robert Bell, The Green Bubble : Waste Into Wealth : the New Energy Revolution, Abbeville Press Publishers, 2008, 320 p. (ISBN 978-0-7892-0955-9)
- Robert Bell (trad. de l'anglais), La bulle verte : la ruée vers l’or des énergies renouvelables, Paris, Scali, 2007, 296 p. (ISBN 978-2-35012-068-3)
- Robert Bell (trad. de l'anglais), Les péchés capitaux de la haute technologie : Superphénix, Eurotunnel, Ariane 5, Paris, Seuil, 1998, 344 p. (ISBN 2-02-023705-9)
- (en) Robert Bell, Impure science : fraud, compromise, and political influence in scientific research, New York, Wiley, 1992, 301 p. (ISBN 0-471-52913-3)
- (en) Robert Bell, Surviving the 10 ordeals of the takeover, New York, American Management Association, 1988, 189 p. (ISBN 0-8144-5902-1)
- (nl) Robert Bell, Beursbedrog : De windhandel op de aandelenmarkt, Amsterdam, De Arbeiderspers, 2003, 197 p. (ISBN 90-295-0440-4)
- (nl) Robert Bell, De bodemloze put : megaprojecten en manipulatie, Rotterdam, Aristos, 1998, 223 p. (ISBN 90-6935-016-5)